# Drapia
Drapia è un comune italiano di 2 138 abitanti della provincia di Vibo Valentia in Calabria.

## Geografia fisica
Sorge a 262 metri di altitudine su un terrazzamento posto alle pendici settentrionali del monte Poro (m 710). Il territorio comunale, prevalentemente collinare, è compreso tra 93 e 619 metri s.l.m.

## Storia
In età greco-bizantina, tra il VIII e il secolo X, i vari villaggi e masserie che poi confluiranno nel comune di Drapia si sviluppano, come la frazione di Brattirò col nome di Britarium o Britario (Βριτάριο) o Gasponi (Chàspones, Χάσπονες). In seguito, con l'avvento dei Normanni, venne imposto sulla regione l'adesione alla liturgia latina a scapito di quella greca e l'introduzione del sistema feudale.

### Simboli
Lo stemma, utilizzato dal comune anche se privo di formale decreto di concessione, si presenta: troncato semipartito: nel primo, di rosso, è raffigurata una spada che si incrocia con una scimitarra saracena quale simbolo della lotta sostenuta contro i Saraceni; nel secondo, di azzurro, cinque spighe di grano d'oro, impugnate e legate di rosso; nel terzo, in campo di cielo, una collina di verde.
Il gonfalone è un drappo delle dimensioni di due metri di altezza e di un metro di larghezza, di giallo con la bordatura di verde, riccamente ornato di ricami d'argento e caricato dello stemma comunale con la iscrizione, convessa verso l'alto di argento, della denominazione del comune.

## Società

### Evoluzione demografica
Abitanti censiti

### Etnie e minoranze straniere
Secondo i dati ISTAT al 31 dicembre 2010 i cittadini stranieri residenti erano 97 persone.
Le nazionalità maggiormente rappresentate in base alla loro percentuale sul totale della popolazione residente erano:
- Romania 48 (2,18%)
- Ucraina 17 (0,77%)
- Marocco 10 (0,45%)

## Cultura

### Eventi
- 12 agosto - Commemorazione dell'incoronazione dell'effigie della Madonna Immacolata
- Prima domenica di ottobre e sabato precedente - Festa di San Sergio Martire e San Michele
- Nel 2022 ha ospitato la 24ª edizione della Settimana Nazionale del Freire, l'evento italiano di applicazione del metodo di coscientizzazione e liberazione del pedagogista brasiliano, condotta da Simone Deflorian.

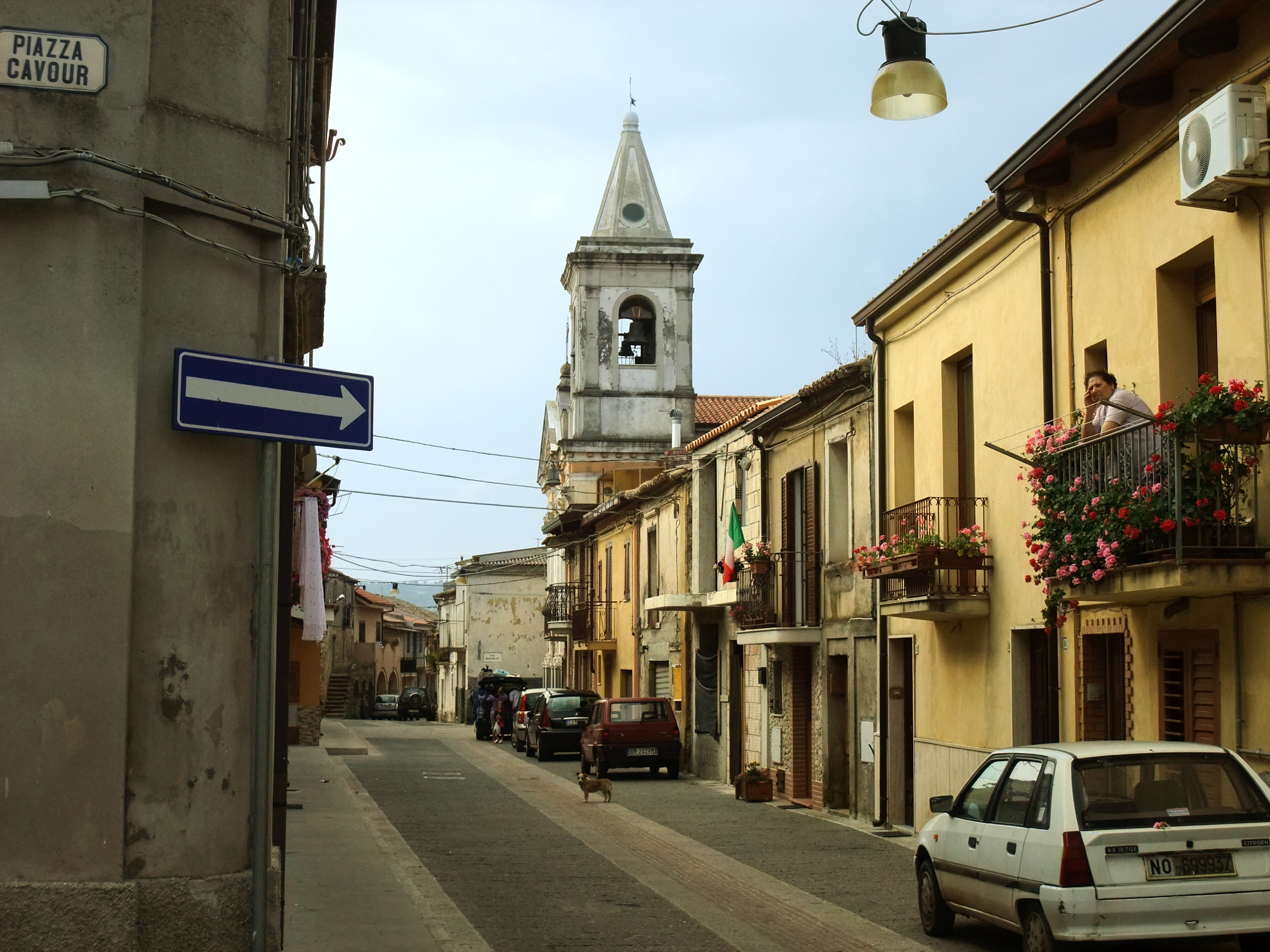
La frazione di Carìa

## Geografia antropica

### Frazioni
All'interno del territorio comunale sono presenti tre frazioni: Gasponi, Carìa e Brattirò.
Sono inoltre presenti vari nuclei abitati sparsi: Contrada San Rocco, Contrada Pissione, Località Sant'Angelo (dove c'è l'Ostello della Gioventù, sede della scomparsa Villa Felice), Località Pantano e Località Vardaro (presso cui è localizzata una fontana posta nelle vicinanze dell'antico convento di San Sergio).

## Economia
Il turismo rappresenta la principale risorsa economica della zona, anche per la vicinanza di aree vacanziere più rinomate come Ricadi e Tropea. Il settore occupa stagionalmente un discreto numero di persone in rapporto alla popolazione attiva locale.

## Infrastrutture e trasporti
Il territorio comunale è attraversato dalle strade provinciali 17, 18 e 19.

## Amministrazione
| Periodo        | Periodo        | Primo cittadino        | Partito                            | Carica  | Note |
| -------------- | -------------- | ---------------------- | ---------------------------------- | ------- | ---- |
| 23 aprile 1995 | 13 giugno 1999 | Mario Bagnato          | lista civica Indipendente          | sindaco |      |
| 13 giugno 1999 | 13 giugno 2004 | Aurelio Emilio Rombolà | lista civica di centro-sinistra    | sindaco |      |
| 13 giugno 2004 | 8 giugno 2009  | Aurelio Emilio Rombolà | lista civica                       | sindaco |      |
| 8 giugno 2009  | 26 maggio 2014 | Alessandro Porcelli    | lista civica                       | sindaco |      |
| 26 maggio 2014 | 27 maggio 2019 | Antonio Vita           | lista civica Drapia nel cuore      | sindaco |      |
| 27 maggio 2019 | in carica      | Alessandro Porcelli    | lista civica Insieme per il futuro | sindaco |      |

## Sport

### Calcio
La principale squadra di calcio della città è l'U.S. Drapia che milita in Terza Categoria. I colori sociali sono il rosso e il verde.